# Resolutie 1360 Veiligheidsraad Verenigde Naties
Resolutie 1360 van de Veiligheidsraad van de Verenigde Naties werd op 3 juli 2001 unaniem aangenomen door de VN-Veiligheidsraad.

## Achtergrond
Op 2 augustus 1990 viel Irak zijn zuiderbuur Koeweit binnen en bezette dat land. De Veiligheidsraad veroordeelde de inval onmiddellijk en later kregen de lidstaten carte blanche om Koeweit te bevrijden. Eind februari 1991 was die strijd beslecht en legde Irak zich neer bij alle aangenomen VN-resoluties. In 1995 werd met resolutie 986 het
olie-voor-voedselprogramma in het leven geroepen om met olie-inkomsten humanitaire hulp aan de Iraakse bevolking te betalen.

## Inhoud

### Waarnemingen
Het bleef noodzakelijk de bevolking van Irak van humanitaire hulp te voorzien totdat het land voldeed aan voornamelijk de resoluties 687 uit 1991 en 1284 uit 1999.

### Handelingen
De Veiligheidsraad besloot de provisies van resolutie 1330 (het olie-voor-voedselprogramma met een aantal vastgelegde bedragen) met 150 dagen te verlengen vanaf 4 juli. Het totaalbedrag waarvoor landen Iraakse olie mochten kopen bleef in die periode gehandhaafd op het door de secretaris-generaal aanbevolen bedrag van US$5,2 miljard. Opnieuw mocht ook US$600 miljoen gebruikt worden om kosten aan de olie-installaties te betalen. Ook werd beslist dat gedurende deze 150 dagen 25% van de inkomsten zou worden afgeleid naar het compensatiefonds voor Koeweit.

## Verwante resoluties
- Resolutie 1330 Veiligheidsraad Verenigde Naties (2000)
- Resolutie 1352 Veiligheidsraad Verenigde Naties
- Resolutie 1382 Veiligheidsraad Verenigde Naties
- Resolutie 1409 Veiligheidsraad Verenigde Naties (2002)

Lijst ·  1335 ·  1336 ·  1337 ·  1338 ·  1339 ·  1340 ·  1341 ·  1342 ·  1343 ·  1344 ·  1345 ·  1346 ·  1347 ·  1348 ·  1349 ·  1350 ·  1351 ·  1352 ·  1353 ·  1354 ·  1355 ·  1356 ·  1357 ·  1358 ·  1359 ·  1360 ·  1361 ·  1362 ·  1363 ·  1364 ·  1365 ·  1366 ·  1367 ·  1368 ·  1369 ·  1370 ·  1371 ·  1372 ·  1373 ·  1374 ·  1375 ·  1376 ·  1377 ·  1378 ·  1379 ·  1380 ·  1381 ·  1382 ·  1383 ·  1384 ·  1385 ·  1386